# Axelle Klinckaert
Axelle Klinckaert (Dendermonde, 28 mei 2000) is een Belgische ex-turnster. Ze stopte in 2020 met turnen, en is thans laborante.

## Loopbaan

### Jeugd
Klinckaert begon met turnen op de leeftijd van 6 jaar. Op 13-jarige leeftijd maakte ze haar internationaal debuut bij de junioren op de International Gymnix in Canada.

#### 2014
In Canada behaalde ze de vierde plaats op de vloer, achtste op de sprong en 13e op de all around. Hierna nam ze deel aan een vriendschappelijke wedstrijd tegen gymnasten van Frankrijk en Roemenië. Ze behaalde toen zilver met het team en de tiende plaats in de all around. Ze behaalde de titel van Belgisch kampioen all around bij de junioren. Met deze titel veroverde ze een plaats bij het Belgisch team voor het Europees kampioenschap voor junioren in Sofia, Bulgarije. Op dit kampioenschap werd ze zevende op de vloer, achtste op de evenwichtsbalk en 24e op de all around. Nadien won ze goud op de vloer, brons met het team en achtste in de all around op de Elite Gym Massilia in Frankrijk.

#### 2015
Klinckaert startte het seizoen met team zilver op het Flanders International Team Challenge. Ze zat bij de Belgische selectie voor de European Youth Olympic Festival in Georgië. Ze won goud op zowel de evenwichtsbalk en de vloer en zilver op de all around en met het team. In de herfst nam ze deel aan de Elite Gym Massilia waar ze zilver won op de sprong en vloer. Ze werd ook vierde met het team en 11e op de all around. Tegen het einde van het jaar nam ze deel aan de Top Gym in Charleroi, hier won ze goud op zowel de all around, sprong en vloer. Ze werd op dat moment ook 11e op de evenwichtsbalk. Ze was de eerste Belgische gymnaste die de all around kon winnen op de Top Gym.

### Senior

#### 2016
Samen met Laura Waem, Gaelle Mys, Rune Hermans, Julie Croket en Senna Deriks nam ze deel aan het Olympisch Test Event in Rio. Om nog een Olympisch Teamticket te bemachtigen moesten ze bij de eerste vier horen. De meisjes behaalde hier brons en mochten zo dus als team ook deelnemen aan de Olympische Zomerspelen. In juni werd bekendgemaakt dat Klinckaert in de selectie zat van de Olympische spelen. Tijdens een stage in Toulouse kreeg ze plots te kampen met een blessure aan haar linkerknie. Hierdoor kon ze niet meer deelnemen aan de spelen en werd ze vervangen door Rune Hermans.

#### 2017
Na haar blessure kwam Klinckaert terug, ze behaalde zelfs in mei goud op de brug met ongelijke leggers bij het Belgisch kampioenschap. In november nam ze deel aan de Elite Gym Massilia in Frankrijk, hier werd ze zesde met het team en op de vloer en tiende in de all around.

#### 2018
Klinckaert begon haar seizoen in maart op de Wereldbeker in Stuttgart. Hier won ze goud met het Belgische team. Later in dezelfde maand nam ze deel aan de Wereldbeker in Doha. Ze behaalde gedeeld goud voor de oefening op de vloer samen met Elisa Meneghini uit Italië en Kim Su-Jong uit Noord-Korea. In mei nam ze deel aan de Belgische Kampioenschappen. Ze won goud op de sprong en op de vloer en zilver op de all around. Verder won ze ook nog brons op de brug met ongelijke leggers en werd ze vierde op de evenwichtsbalk. Op de Thialf Summer Challenge in juli werd ze vierde met het team en achtste in de all around.
Op het Europees kampioenschap behaalde Klinckaert samen met Nina Derwael, Senna Deriks en Maellyse Brassart een derde plaats in de kwalificaties voor de team All around. Met oog op het wereldkampioenschap werd na deze kwalificatie beslist vanuit het Belgische kamp, dat het team niet zou deelnemen aan de team-finales. Klinkaert was wel geselecteerd voor de vloer finale waar ze brons haalde.

## Palmares
| Senior | Senior                        | Senior     | Senior     | Senior    | Senior    | Senior    | Senior    |
| Jaar   | Wedstrijd                     | All around | All around | Onderdeel | Onderdeel | Onderdeel | Onderdeel |
|        |                               | Indiv.     | Team       |           |           |           |           |
| ------ | ----------------------------- | ---------- | ---------- | --------- | --------- | --------- | --------- |
| 2018   | Wereldkampioenschap           | 18         | 11         |           |           |           |           |
| 2018   | Europees Kampioenschap        |            |            |           |           |           | Brons     |
| 2018   | Thialf Summer Challenge       | 8          | 4          |           |           |           |           |
| 2018   | Belgisch Kampioenschap        | Zilver     |            | Goud      | 4         | Brons     | Goud      |
| 2018   | WB 2018                       |            |            |           |           |           | Goud      |
| 2018   | DTB Pokal Team Challenge      |            | Goud       |           |           |           |           |
| 2017   | Belgisch Kampioenschap        |            |            |           |           | Goud      |           |
| 2017   | Elite Gym Massilia            | 10         | 6          |           |           |           | 6         |
| 2016   | Open Nederlands Kampioenschap | Brons      |            |           | 5         |           | Goud      |
| 2016   | Olympisch test event          | 4          | Brons      |           |           |           |           |
| 2016   | Vriendschappelijk             | Goud       | Goud       |           |           |           |           |
| 2016   | Internat. tornooi Gymnix      | Zilver     | Goud       |           |           |           | Goud      |
| 2015   | Elite Gym Massilia            | 11         | 4          | Zilver    |           |           | Zilver    |

| Junior | Junior                                | Junior     | Junior     | Junior    | Junior    | Junior    | Junior    |
| Jaar   | Wedstrijd                             | All around | All around | Onderdeel | Onderdeel | Onderdeel | Onderdeel |
|        |                                       | Indiv.     | Team       |           |           |           |           |
| ------ | ------------------------------------- | ---------- | ---------- | --------- | --------- | --------- | --------- |
| 2015   | Top Gym                               | Goud       |            | Goud      | 11        |           | Goud      |
| 2015   | EYOF                                  | Zilver     | Zilver     |           | Goud      |           | Goud      |
| 2015   | Flanders International Team Challenge |            | Zilver     |           |           |           |           |
| 2014   | Elite Gym Massilia                    | 8          | Brons      |           |           |           | Goud      |
| 2014   | Vlaams Kampioenschap                  | Brons      |            |           |           |           |           |
| 2014   | Belgisch Kampioenschap                | Goud       |            |           |           |           |           |
| 2014   | BEL-FRA-ROU Vriendschappelijk         | 10         | Zilver     |           |           |           |           |
| 2014   | Europees Kampioenschap                | 24         | 6          |           | 8         |           | 7         |
| 2014   | International Gymnix                  | 13         |            | 8         |           |           | 4         |

## Vloer muziek
- 2018: Harry Potter medley[11]